# Loschwitzer Kirche
Die Loschwitzer Kirche ist eine barocke Kirche im Dresdner Stadtteil Loschwitz. Sie war der erste Kirchenbau des Architekten der Dresdner Frauenkirche, George Bähr. Der bis 1907 als Begräbnisstätte genutzte Kirchhof ist eine der wenigen im 18. Jahrhundert neu angelegten Kirchhofanlagen Sachsens, die noch original erhalten sind, und mit rund 400 Quadratmetern der kleinste Friedhof der Stadt. Die Loschwitzer Kirche und der Kirchhof stehen unter Denkmalschutz.

## Geschichte

### Die Situation vor dem Bau der Loschwitzer Kirche

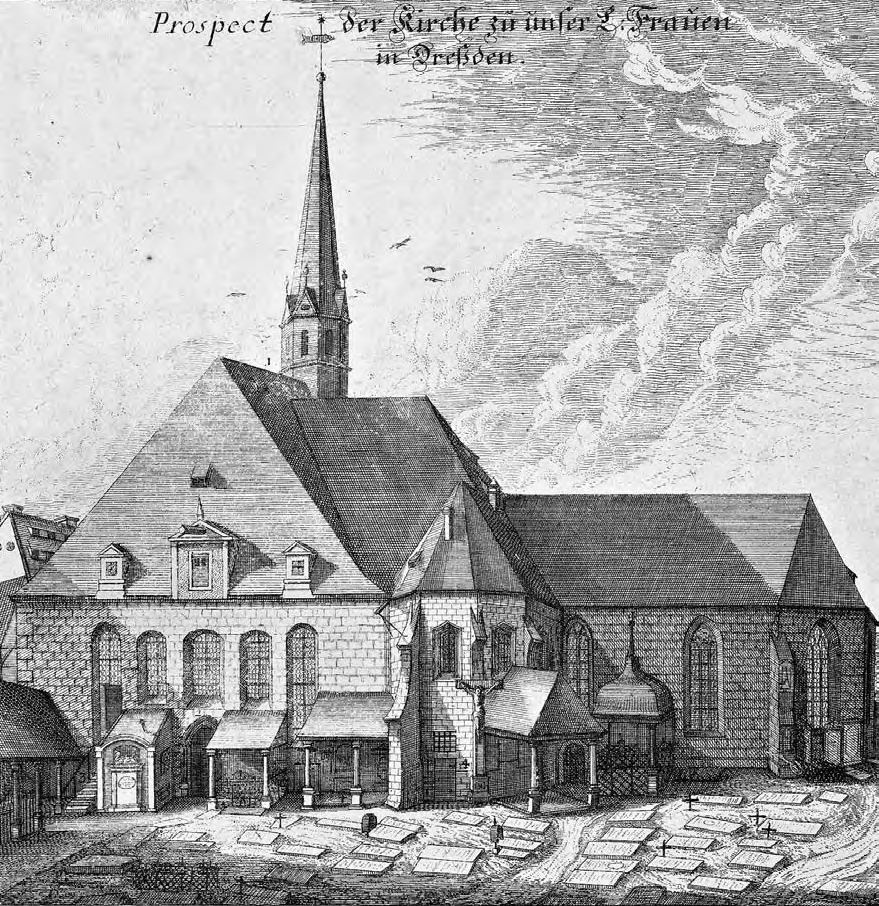
Die Kirche „Zu unserer Lieben Frauen“, bis 1704 Gebetshaus für das Dorf Loschwitz; undatierter Kupferstich von Moritz Bodenehr

Loschwitz fand erstmals 1315 als Loscuicz urkundliche Erwähnung. Mit der Erweiterung des ursprünglich slawischen Rundweilers unterstanden die Ländereien schon im 14. Jahrhundert dem Maternihospital in Dresden. Zusammen mit 25 weiteren Dörfern gehörte Loschwitz zum Kirchspiel der in unmittelbarer Nachbarschaft des Maternihospitals liegenden Kirche „Zu unserer Lieben Frauen“, der Urpfarrei der späteren Frauenkirche, die zwischen der heutigen Dresdner Frauenkirche und dem Coselpalais lag. Loschwitzer Einwohner mussten sich anlässlich des Gottesdienstes, der Beichte oder einer Trauung stets zu der mehrere Kilometer entfernten Pfarrei begeben, was vor allem im Winter beschwerlich war. Taufen fanden in der Kreuzkirche statt. Die Toten des Dorfes Loschwitz wurden auf dem Frauenkirchhof und ab 1571 auf dem alten Johanniskirchhof bestattet.

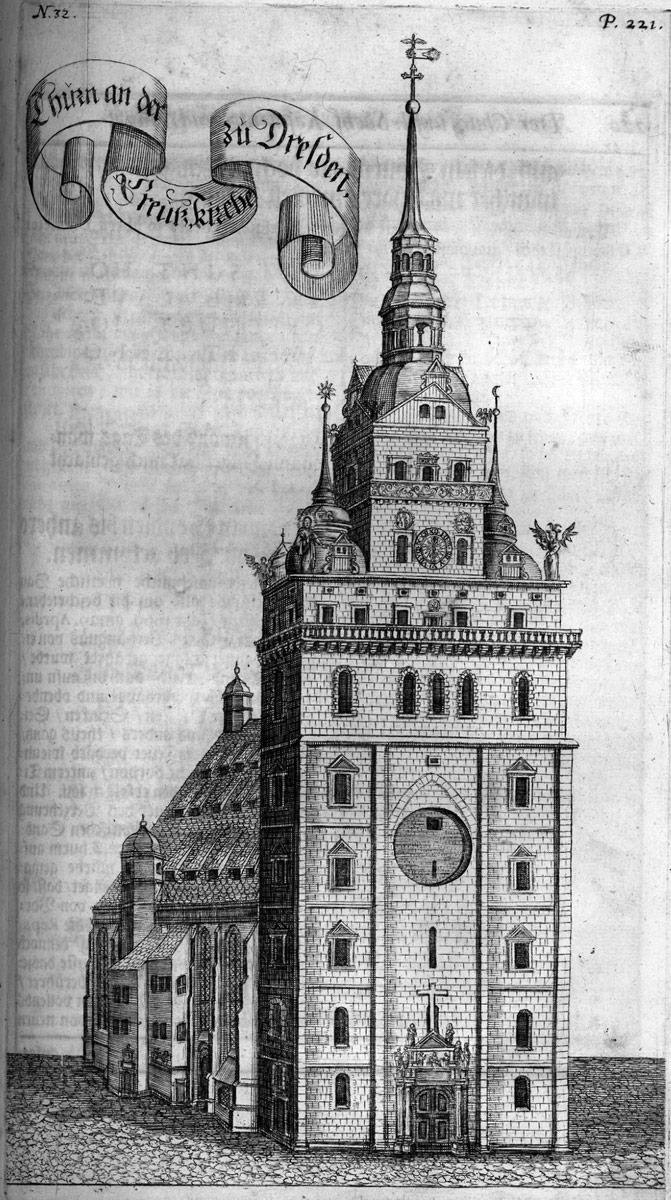
Die alte Kreuzkirche, bis 1704 Taufkirche von Loschwitz

Nach Ende des Dreißigjährigen Krieges im Kurfürstentum Sachsen durch den 1645 geschlossenen Waffenstillstand von Kötzschenbroda erlebte Sachsen einen wirtschaftlichen und kulturellen Aufschwung. Mit dem steten Anwachsen der Einwohnerzahlen in Dresden und den zum Kirchspiel der Dresdner Frauenkirchgemeinde gehörenden Dörfern wurden die Gottesdienste in der mittelalterlichen Frauenkirche wegen Überfüllung fast unmöglich. Es war nicht ungewöhnlich, dass die Gemeindeglieder aus Loschwitz „bei ungewöhnlich starkem Kirchenbesuche aus der Kirche zur lieben Frauen gedränget und auf den Kirchenboden der kleinen alten Frauenkirche gewiesen“ wurden. Gleichzeitig konnte der Seelsorger der Frauenkirchgemeinde umliegende Ortschaften nur zeitlich begrenzt besuchen, da Dresden als Festungsstadt seine Tore abends geschlossen hielt. „Es war öfter nicht möglich, in später oder früher Tages oder zur Nachtzeit den Seelsorger zu erlangen, um Kranken oder Sterbenden das heilige Abendmahl zu reichen, Nottaufen zu verrichten, schweren Kranken Trost zu bringen und dergleichen mehr.“
Im Dezember 1702 beim Rat zu Dresden und erneut 1703 beim Oberkonsistorium und dem Kurfürsten beantragten die Dörfer Loschwitz und Wachwitz die Abpfarrung von der Frauenkirche. Nachdem zuerst ein „Lesegottesdienst“ in einem Schulhaus in Loschwitz bewilligt worden war, den schon ab 1702 ein Schulmeister immer sonn- und feiertags im Schulgebäude in Loschwitz gehalten hatte, stimmte August der Starke 1704 der Auspfarrung und damit der Gründung einer Loschwitzer Kirchgemeinde zu. Neben Loschwitz gehörten auch das nahe liegende Dorf Wachwitz und der Gasthof und Anwesen „Zum Weißen Hirsch“ zur Gemeinde.
Der Rat der Stadt Dresden erhielt das Patronatsrecht über die Kirchgemeinde und war daher auch für die Finanzierung und den Bau einer Kirche verantwortlich. Zudem setzte sie den Pfarrer ein. Am 4. April 1704 wurde Johann Arnold als erster Pfarrer der neuen Kirchgemeinde berufen und am 21. September 1704 bestätigt. Als Parochie konnte nun mit dem Bau einer Kirche begonnen werden.

### Der Bau der Loschwitzer Kirche

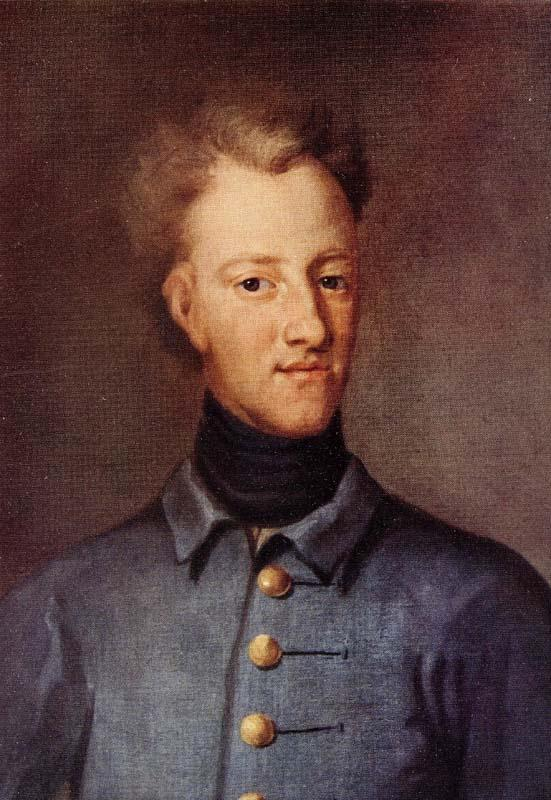
Der schwedische König Karl XII. auf einem Gemälde von David von Krafft aus dem Jahr 1706. In diesem Jahr schützte er die Loschwitzer Kirche vor der Zerstörung im Nordischen Krieg

Im Jahr 1704 wurde dem Zimmermann George Bähr der Entwurf der Kirche übertragen. Er führte ihn zusammen mit dem Ratsmaurermeister Johann Christian Fehre aus, wobei der Grundriss der zu bauenden Kirche mehrfache Veränderungen erfuhr. Bereits am 3. März 1704 ließ die Gemeinde erste Steine für die Kirche am „Bachhorn“ in Pirna ausschiffen und den Winter über am Schulhaus in Loschwitz einlagern. Das Schulhaus befand sich am Übergang vom Körnerplatz zur Pillnitzer Landstraße und damit mitten im Dorf, wo die Loschwitzer Gemeinde auch die Kirche errichten lassen wollte. Entgegen dem Willen der Gemeinde wählte der Rat der Stadt Dresden den rund 150 Meter entfernten und im Ratsbesitz befindlichen „Materni-Weinberg“ des Maternihospitals als Kirchenstandort. Der Platz am östlichen Rand des Dorfes an der Straße nach Wachwitz war im Gegensatz zum Dorfkern hochwassersicher gelegen und der Weinberg als christliches Motiv bewusst gewählt. „Die eigentlichen Bauarbeiten begannen erst am 27. April 1705, wo der Ratsmaurermeister Fehre aus Dresden zum Steinezuspitzen und -zurichten 6 Maurer herschickte“, unter ihnen sein Sohn Johann Gottfried.
Am 14. Mai 1705 umgingen die ersten Kirchenväter der neuen Parochie und Männer der Ratsgemeinde, der Amtsgemeinde und aus Wachwitz feierlich den Platz der neuen Kirche und sangen dabei drei Kirchenlieder („Ich ruf zu dir, Herr Jesu Christ“, „In dich hab ich gehoffet, Herr“, „Es soll uns Gott gnädig sein“). Daraufhin wurden die Weinpfähle gezogen, die Weinstöcke ausgegraben und der Grund der Kirche gegraben. Am 29. Juni 1705 erfolgte in Gegenwart des fürstlichen Kommissars Graf Friedrich von Schönberg die Grundsteinlegung der Loschwitzer Kirche, dazu sang der Dresdner Kreuzchor. Den Grundstein ergänzte ein Kupferkästchen, in das man die Augsburger Konfession, Luthers Katechismus, einen Abriss des zu bauenden Gebäudes und die Geschichte des Ortes auf Pergament geschrieben beilegte. Den Bau selbst führte in den folgenden Jahren der Dresdner Ratsherr und Ratsbaumeister Johann Siegmund Küffner aus, der auch für die Einstellung von Arbeitern verantwortlich war.

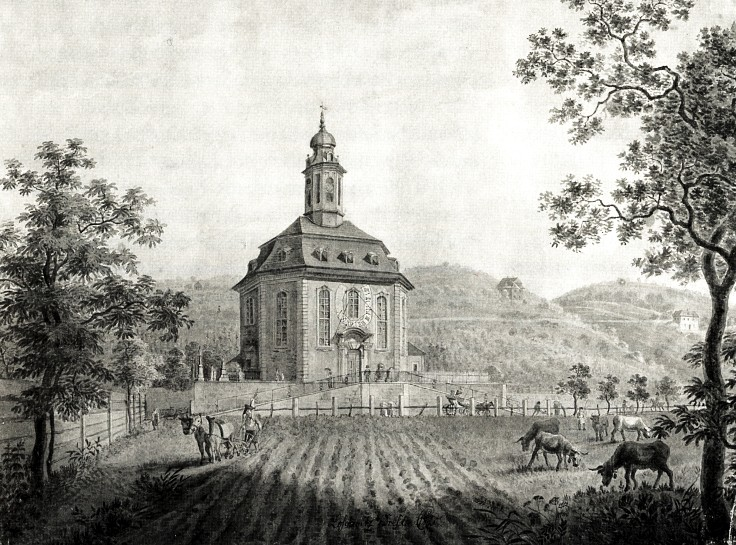
Die Loschwitzer Kirche um 1820

Im Jahr 1706 kam es an der Kirche, deren Grundmauern bereits standen, zu einer Bauunterbrechung, da während des Großen Nordischen Krieges das schwedische Heer auch in Sachsen eindrang. In der Folge flohen die Loschwitzer Einwohner und Bauleute. Der Rat der Stadt Dresden beauftragte den 1704 zum Pfarrer für Loschwitz berufenen Johann Arnold, dem König von Schweden eine Bittschrift um Schonung des Kirchenbaus zu überbringen. Mit den Kirchenvätern von Loschwitz und Wachwitz ging Arnold nach Radeberg, wo Karl XII. mit seinem Heer lagerte, und ließ ihm die Bittschrift der Gemeinde überbringen. Graf Carl Piper, der Berater des Königs, richtete der kleinen Abordnung schließlich aus:

„Sein gnädigster König und Herr hätte keiner katholischen Kirche in Polen was leide gethan, so würde Er um so viel weniger einer lutherischen und dero Bau-Materialien was Schaden thun oder thun lassen; man solle in Gottes Namen fortbauen, und solle kein Span bei diesem Gebäude beschädigt werden und wofern sich einer oder der andere daran vergreifen wollte, sollte man sich nur auf diese Antwort berufen.“

Nachdem den Handwerkern im September 1706 so vom schwedischen König Sicherheit versprochen worden war, konnten die Bauarbeiten fortgesetzt werden. Ab dem 1. Mai 1707 folgte eine erneute Pause, da infolge der Brandschatzungen der Schweden kein Geld für einen Weiterbau vorhanden war. Auch in diesem Fall konnte nach Intervention Arnolds noch im selben Monat mit dem Bau fortgefahren werden. Am 3. August 1708, dem Namenstag Augusts des Starken, erfolgte die feierliche Weihe der Loschwitzer Kirche. Entstanden war ein achteckiger, barocker Saalbau, der äußerlich in Altrosa verputzt auffällig, im Inneren jedoch eher schlicht gehalten war. Zwei Jahre später beendeten die Bauleute auch die Außenarbeiten auf dem Kirchhof.

### Die Renovierung 1898/99
In den folgenden Jahren fanden immer wieder kleinere Renovierungen der Kirche statt, vor allem die 1753 gebaute Leibner-Orgel musste wiederholt Wartungen unterzogen werden. Ende des 19. Jahrhunderts war die Einrichtung und der grundlegende Standard der Kirche, der in weiten Teilen dem Ursprungsbau aus dem Jahr 1708 entsprach, nicht mehr zeitgemäß. Sie hatte weder eine Wasserleitung innerhalb des Gebäudes noch eine Gasleitung, über die zum Beispiel Leuchter hätten entzündet werden können. Die Gemeinde entschloss „sich endlich nach vielen, vorsichtigen Erwägungen, alle die gestellten Forderungen in einer großen und gründlichen, für viele Jahrzehnte alle Reparatur-Arbeiten ausschließenden Gesammterneuerung zusammenzufassen und mit einem Male zu erledigen.“ Der Loschwitzer Architekt Karl Emil Scherz leitete die 1898 und 1899 erfolgte Renovierung der Kirche. Ihr eher schlichter Innenraum erfuhr dabei eine Neugestaltung mit Goldverzierungen und Ausschmückungen. Die langen Fenster erhielten Glasmalereien, hinzu kamen ein erneuertes Gestühl und Ergänzungen am Altar. Während der Innenraum olivgrün gestrichen wurde, bekam die Fassade statt des ursprünglichen Altrosa einen grauen Anstrich. Die Wiederweihe der Loschwitzer Kirche fand am 12. März 1899 statt. Bis auf kleinere Erneuerungen – so mussten zwei im Ersten Weltkrieg eingeschmolzene Glocken ersetzt werden – blieb die Loschwitzer Kirche bis 1945 unverändert.

### Zerstörung der Kirche 1945 und Wiederaufbau

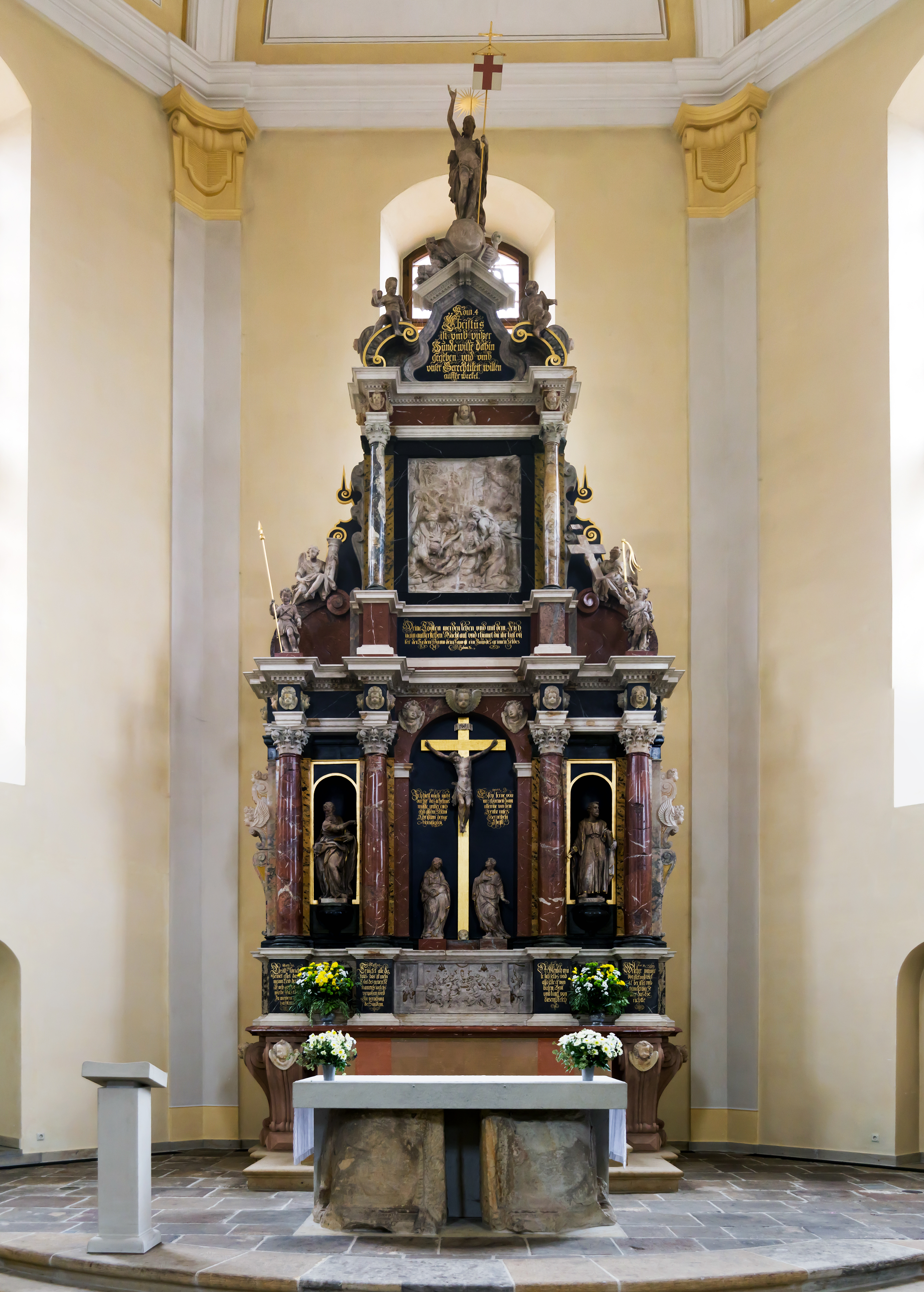
Der restaurierte Nosseni-Altar der zerstörten Sophienkirche wurde 2002 in der Loschwitzer Kirche geweiht

Während der Luftangriffe auf Dresden am 13. und 14. Februar 1945 trafen mehrere Bomben die Loschwitzer Kirche. In der Folge brannte sie bis auf die Umfassungsmauern nieder. Bis 1946 wurde die Ruine vom Schutt befreit, 1947 erfolgten Sicherungsmaßnahmen an den verbliebenen Umfassungsmauern. Bereits 1946 und erneut 1950 bildete sich ein „Ausschuss für den Wiederaufbau der Kirche“, der die dafür nötigen Vorbereitungen traf. Seine Mitglieder wählten als Architekten Oskar Menzel und Herbert Burkhardt, doch fehlten die finanziellen Mittel genauso wie Baumaterialien. „Das als Geschenk der Ev.-Luth. Kirche Finnlands 1963 dort bereitliegende Bauholz durfte nicht eingeführt werden, solange die Baugenehmigung nicht erteilt war. Diese aber wurde verweigert, weil das notwendige Baumaterial nicht zur Verfügung stand.“ Für die Stadt Dresden ging zu dieser Zeit der Wiederaufbau der Dreikönigskirche und der Matthäuskirche vor.
Im Jahr 1967 wurde die erhaltene Sakristei instand gesetzt und als funktioneller Kirchenraum eingerichtet. In der Ruine fanden erste Gottesdienste statt. Die „Junge Gemeinde“ errichtete in ihr zudem einen provisorischen Glockenstuhl und ließ ihn 1969 mit drei neuen Glocken aus Apolda versehen. Am 31. Mai 1978 wurden die Kirchenruine und der Kirchfriedhof nach einem Bezirkstagsbeschluss unter Denkmalschutz gestellt.
Da am Mauerwerk mit den Jahren Schäden infolge von Verwitterung auftraten, begannen in den 1980er-Jahren erneut Diskussionen um einen Wiederaufbau der Loschwitzer Kirche, deren Wortführer der 1984 gegründete „Wiederaufbau-Ausschuß“ war. Das Landeskirchenamt Sachsen bewilligte den Wiederaufbau 1989 unter Auflagen, so sollten die Bauausführung und Kosten durch die Kirchengemeinde übernommen werden; „Spenden in konvertierbarer Währung“ waren strikt untersagt. In München gründete Pfarrer Ullrich Wagner am 29. Juli 1989 den „Verein für den Wiederaufbau der evangelischen Kirche in Dresden-Loschwitz e. V.“, der Spendengelder sammelte. Im November 1989 wurde offiziell der Beginn des Wiederaufbaus bekannt gegeben. Am 29. Juni 1991 erfolgte die symbolische Grundsteinlegung. Die Finanzierung des Wiederaufbaus erfolgte in den folgenden Jahren hauptsächlich aus Spendengeldern: Neben den Geldern des Münchner Vereins unterstützten die Deutsche Stiftung Denkmalschutz, die Körber-Stiftung, die Dresdner Bank, das Regierungspräsidium und zahlreiche Privatleute den Wiederaufbau. Auch Dresdner Künstler wie Theo Adam, Peter Schreier und Udo Zimmermann leisteten unter anderem mit Benefizkonzerten ihren Beitrag. Am 3. Oktober 1992 wurde das Richtfest gefeiert. Bei der äußerlichen Gestaltung richteten sich die Architekten nach dem Originalbau von 1708, so zeigt sich zum Beispiel der Putz des Kirchenbaus wieder in Altrosa. Gleichzeitig berichtigten sie statische Fehler George Bährs im Dachtragwerk. Die äußere Erneuerung der Kirche kam am 2. Oktober 1994 mit der Wiederweihe der Loschwitzer Kirche zum Abschluss.
Es folgte der Innenausbau. Bereits kurz vor der Kirchweihe 1994 hatte die Hannoveraner Gemeinde St. Johannis der Loschwitzer Kirche das alte Gestühl der renovierten Neustädter Kirche geschenkt. Neben einem provisorischen Altar wurden bis 1997 auch die beiden Emporen aufgebaut, sodass am 5. Oktober 1997 die neue Wegscheider-Orgel geweiht werden konnte. Der neue Taufstein und das Lesepult stammen vom Dresdner Künstler Peter Makolies. Der alte Kanzelaltar konnte nicht restauriert werden, da er zu stark beschädigt war. Im Jahr 2002 fand der Nosseni-Altar der 1945 zerstörten und 1963 abgetragenen Dresdner Sophienkirche in der Loschwitzer Kirche einen neuen Standort. Im Einklang mit den Farben des Altars erhielt der Kircheninnenraum 2004 einen Anstrich in gelben Farbtönen mit weißen Hervorhebungen. Von 2004 bis 2009 war die Loschwitzer Kirche, da sie der Kulturlandschaft Dresdner Elbtal zwischen den Schlössern Übigau und Pillnitz angehört, Teil des UNESCO-Weltkulturerbes.

## Baubeschreibung

### Äußeres

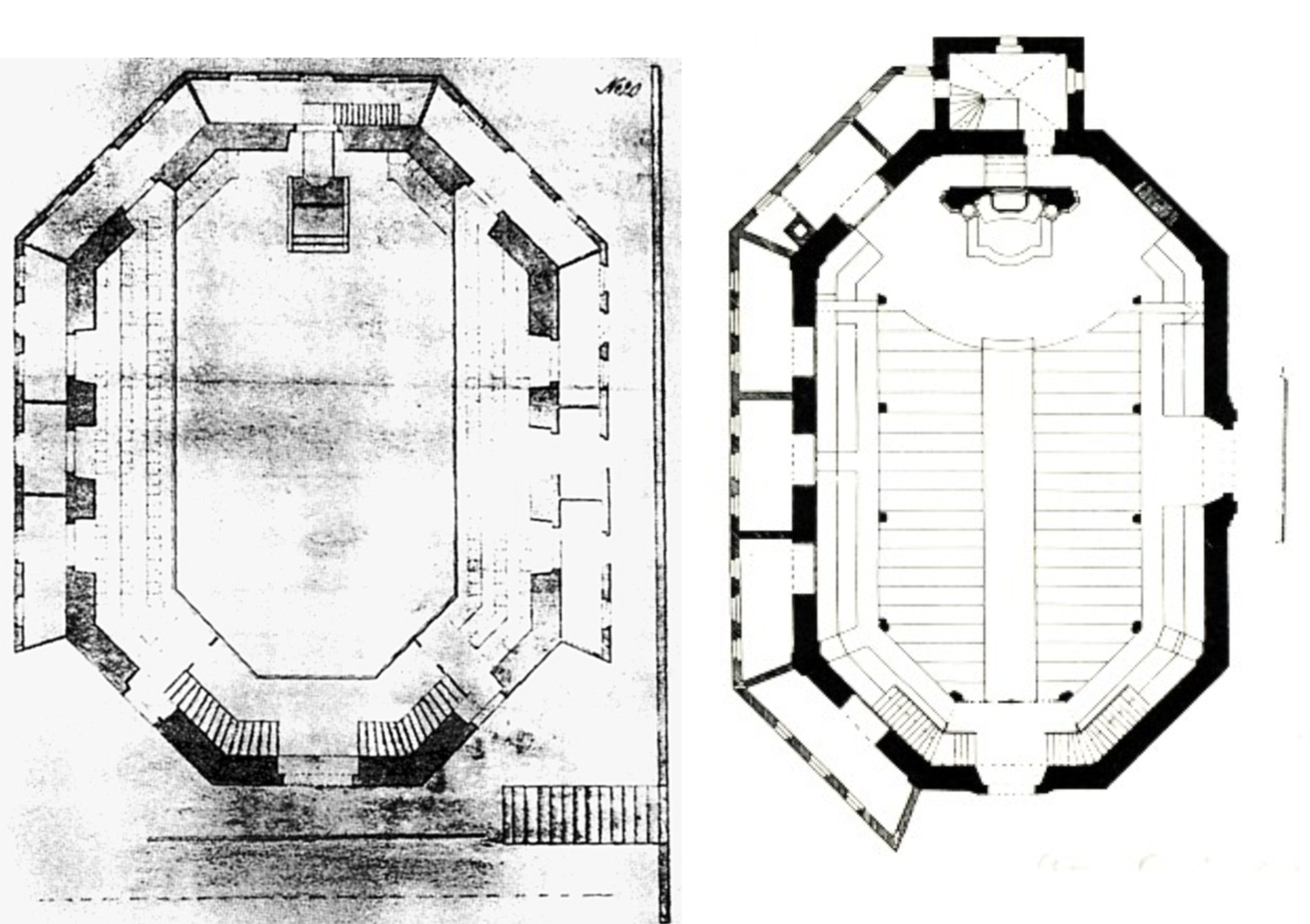
Links der breitere Grundentwurf, rechts der verwirklichte schmalere Bau

Die Loschwitzer Kirche hebt sich in ihrer äußeren Gestalt deutlich von den zur damaligen Zeit schlichten Dorfkirchen ab. Im Anklang an den barocken Zentralbau wurde sie oktogonal, jedoch langgestreckt als Saalbau angelegt. Ein erhaltener Entwurf zeigt, dass die Loschwitzer Kirche ursprünglich verkürzt und breiter angelegt war und damit eher dem regelmäßigen Achteck eines typischen barocken Zentralbaus entsprochen hätte. Der einzige Zugang hätte sich auf der Westseite der Kirche befunden, alle anderen Seiten wären mit Betstübchen umbaut gewesen. Der Entwurf hätte am gleichen Ort wie der realisierte Bau gestanden, der sich rund 2,5 Meter über der schon damals angelegten Straße befand. Der Zugang zum Grundstück war daher als asymmetrische Freitreppe geplant. Es ist nicht bekannt, wie das Äußere dieser Kirche geplant war. „Der Grund, den Entwurf nicht auszuführen, wird der gewesen sein, dass bei dem abschüssigen Gelände die Fundamentarbeiten zu schwierig gewesen wären. Deswegen wurde wahrscheinlich das Achteck verschmälert.“ Die Loschwitzer Kirche ist mit der Sakristei 27,7 Meter lang und 16,3 Meter breit. Die Höhe ohne Wetterfahne beträgt 41,5 Meter.
Der Zugang erfolgt beim ausgeführten Entwurf einerseits auf der ursprünglich geplanten Seite durch das Westportal, das auch heute noch der hauptsächlich genutzte Eingang der Kirche ist. Der Schlussstein der Toreinfassung trägt die Inschrift Proximo datum (Dem Nächsten übergeben).

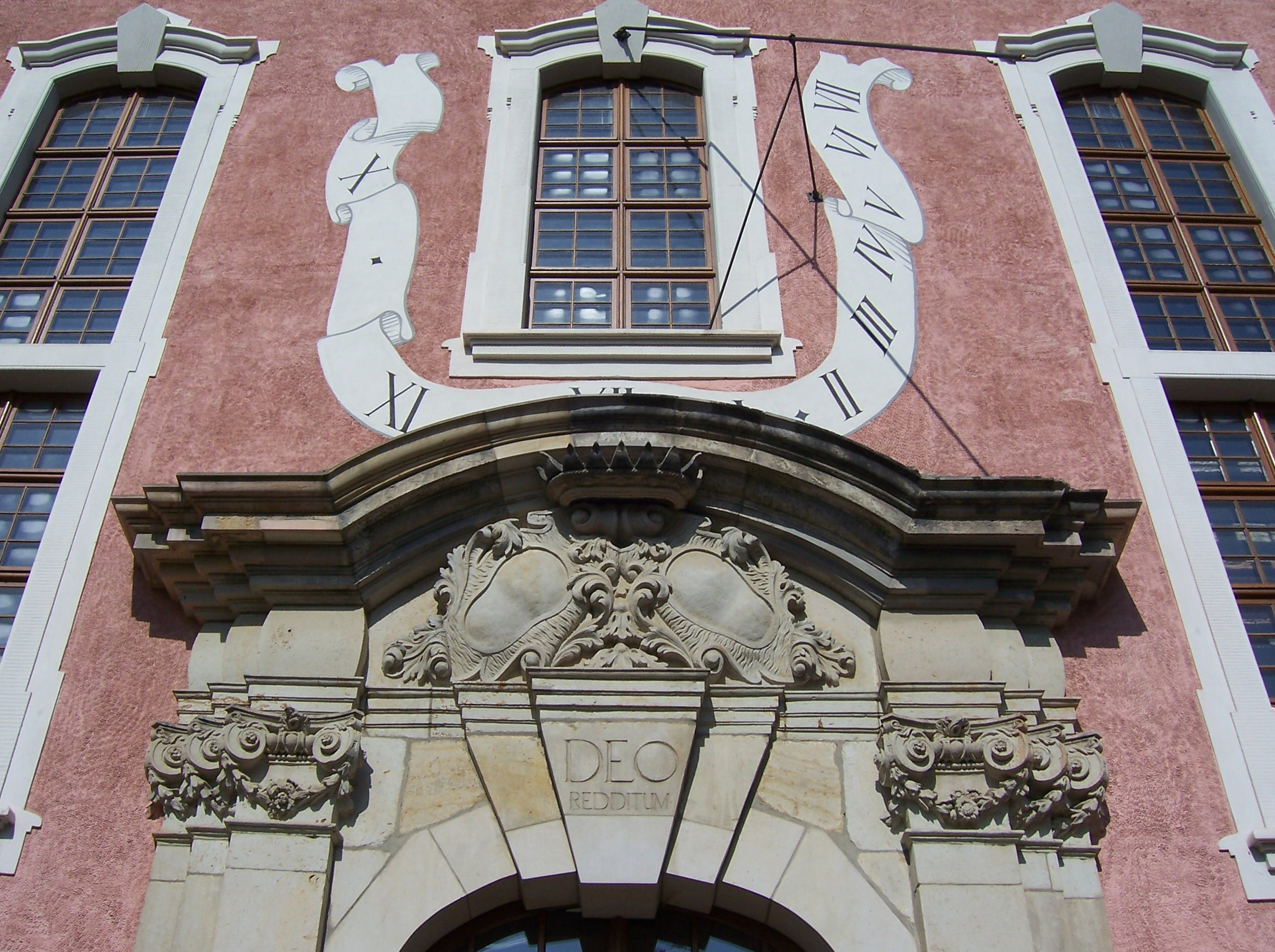
Geschmückter Teil des südlichen Hauptportals mit darüber aufgemalter Vertikalsonnenuhr

Ein zweiter Zugang zum Kirchenschiff ist über die der Elbe zugewandten südlichen „Schauseite“ der Kirche möglich, die mit dem Hauptportal reich geschmückt ist. Das Hauptportal aus unverputztem Sandstein wird von je drei ionischen Pilastern flankiert, die in eine Überdachung münden. Zwischen dem Schlussstein der Toreinfassung, der die Inschrift DEO REDDITUM (Gott übergeben) trägt, und der Überdachung befinden sich zwei typisch barocke, ungefüllte Kartuschen, die von einer schlichten Krone überragt werden.

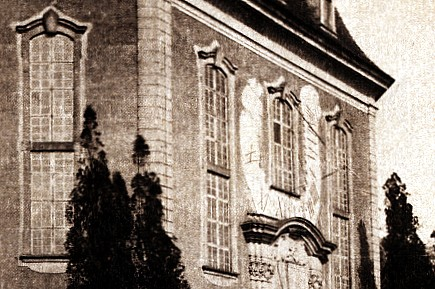
Die ursprüngliche Gestaltung der Sonnenuhr, Ausschnitt aus einer Fotografie von August Kotzsch um 1895

Zwischen dem Hauptportal und dem darüber liegenden Fenster ist eine Vertikalsonnenuhr in Form eines geschlungenen weißen Bandes aufgemalt, die die Zeit von etwa 10 bis 19 Uhr anzeigt. Während sich die in weißem Kalkmörtel gestaltete Sonnenuhr bereits am ursprünglichen Gebäude befand, war sie während der Restaurierung 1898/99 „mit Beibehaltung der alten Conture jetzt in Kalkmörtel und Cement freihändig ausgeführt und so zu plastischer Wirkung gebracht worden.“ Teile der Uhr, wie Ziffern und Markierungen, waren vermutlich vergoldet. Der Brand der Loschwitzer Kirche 1945 zerstörte die Sonnenuhr zu rund 50 Prozent. Die heutige Ausführung ist wie die erste Sonnenuhr aufgemalt, zeigt aber ein anderes Muster. Wie auf alten Dokumenten sichtbar ist, war die Zeichnung ursprünglich nicht symmetrisch, sondern ging auf der rechten Seite höher als auf der linken. Die angezeichnete Zahl „VIII“ fehlt daher aus Platzgründen auf der heutigen Sonnenuhr. An der Südseite der Kirche schließt sich die eingeschossige Sakristei an, die von außen zugänglich ist. An der Nordseite der Kirche befanden sich am Ursprungsbau zudem ebenerdige Betstübchen.
Das Gebäude ist heute wie in der ursprünglichen Form altrosa geputzt, in der Zeit zwischen der Renovierung 1898/99 und der Zerstörung der Kirche 1945 war das Äußere der Kirche grau verputzt. Die hohen Stichbogenfenster, die mittig geteilt sind, werden durch weiß geputzte Faschen betont. Der obere Abschluss weist eine kleine Überdachung mit einem hervorgehobenen Schlussstein auf. Weiß verputzt sind ebenso die Ecken der Kirche, die mit Gestein verstärkt wurden (sogenannte Lisenen) und in ein stilisiertes Akanthus-Blatt übergehen, das wiederum mit dem ebenfalls weiß verputzten Hauptgesims verbunden ist. Das steile Mansarddach der Kirche, das neun Dachfenster mit weiß geputzter Umfassung hat, ist mit roten Dachziegeln gedeckt. Daran schließt sich der hoch aufragende, fast turmartige Dachreiter an, der mit Schiefer gedeckt ist und durch eine für George Bährs Bauten typische „Welsche Haube“ abgeschlossen wird.

### Inneres
Der Innenraum der Kirche entsprach in seiner Schlichtheit einer Dorfkirche. Im Kirchenschiff standen zu beiden Seiten des Mittelgangs Kirchenbänke, die für die Frauen der Gemeinde reserviert waren. Unterhalb der hölzernen Emporen, die für die Männer bestimmt waren, lagen in zwei Reihen leicht erhöhte Bankreihen, auf denen die Weinbergsbesitzer mit ihren Familien saßen. Gegenüber der Kanzel über dem Westportal befanden sich auf der ersten Empore die Patronatsloge und in der darüberliegenden zweiten Empore die Orgel und der Platz für den Chor. An der Brüstung der zweiten Empore stand die Inschrift Sanctus Sanctus Sanctus Dominus Deus Zebaoth. Insgesamt bot die Loschwitzer Kirche Platz für 820 Gläubige.
Die Ecken der Kirche waren mit Pilastern geschmückt, die in Volutenkapitelle mündeten, woran sich das Spiegelgewölbe anschloss. In dessen Mitte war ein Deckengemälde des Malers Johann Gottlob Schieritz († 1738) zu sehen, das den „Lobpreis Gottes zeigte“ und von einem Stuckrahmen umschlossen war.
Nach fast 200 Jahren wurde der Innenraum der Loschwitzer Kirche durch Karl Emil Scherz in den Jahren 1898 und 1899 komplett renoviert. Dabei ersetzte man das Gestühl, die Emporen und die Bankreihen der Weinbergbesitzer durch eine zeitgemäßere Einrichtung, die jedoch das Prinzip der zwei Emporen beibehielt. Die Kirche präsentierte sich „im Inneren in einer dem damaligen Empfinden entsprechenden dunkleren, Farbe und Licht zurückdrängenden Gestalt.“ Neben einem dunklen Gestühl sorgte dafür auch der Innenanstrich in olivgrün.

#### Fenster

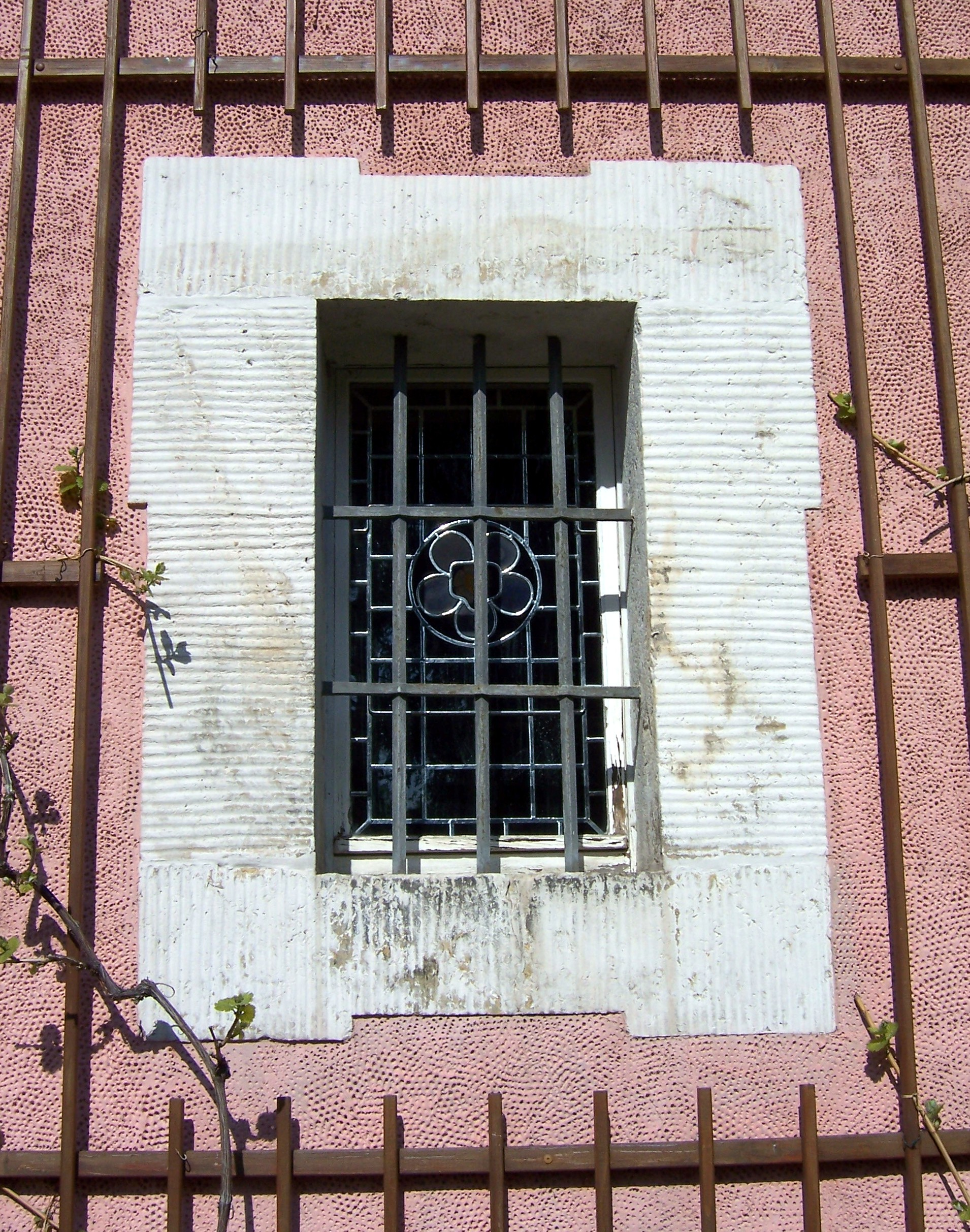
Fenster der Sakristei mit Bleiverglasung und Glasmalerei

Der ursprüngliche Kirchenbau hatte Fenster mit Butzenscheiben, wie sie zum Beispiel noch heute bei der fast zeitgleich erbauten St.-Georgen-Kirche in Schwarzenberg vorzufinden sind. Ab 1807 wurden die Fenster durch preiswerte Flachglastafeln ersetzt, die schließlich einheitlich in Holzrahmenfenster eingesetzt wurden. Bis zur Renovierung 1898/99 existierten nur noch drei Fenster mit den ursprünglichen Butzenscheiben.
Bei der Renovierung erhielten alle Fenster Bleiverglasungen der Firma Urban & Goller. Die beiden neuen Altarfenster stiftete der Loschwitzer Maler Eduard Leonhardi. Nach einer Idee Leonhardis entwarf der Loschwitzer Maler Georg Schwenk biblische Motive, mit denen beide Fenster versehen wurden: „Es sollten das Gottvertrauen durch den im Garten von Gethsemane betenden Christus und die Nächstenliebe durch den in der Ausübung seiner barmherzigen That begriffenen Samariter zur Darstellung gelangen und so wie diese Aufgabe gelöst ward, würdig und wirksam, gereichte sie nicht nur dem Herrn Auftraggeber, sondern auch der damit beglückten Kirchgemeinde zur Freude.“ Neben den Altarfenstern wurden auch die restlichen Fenster des Kirchenschiffs gestaltet. Urban & Goller schuf dafür in einfacher, matter Färbung im oberen Fensterteil kirchliche Embleme und darunter je einen Bibelspruch. Die Fenster des Kirchenschiffs erhielten zudem Vorrichtungen zum Öffnen.
Bei der Bombardierung 1945 wurden alle Fenster der Kirche zerstört. Von den Glasmalereien konnten nur zwei kleine Fragmente aus den Trümmern gerettet werden. Beim Wiederaufbau verzichtete man auf Glasmalereien und entschied sich für einfache, kleinteilige Holzrahmenfenster, wie sie George Bähr zum Beispiel auch bei der Schmiedeberger Kirche Zur Heiligen Dreifaltigkeit verwendet hatte. Die Fenster der Sakristei sind im Gegensatz dazu mit Bleiverglasungen und kleinen Glasmalereien versehen.

#### Altar

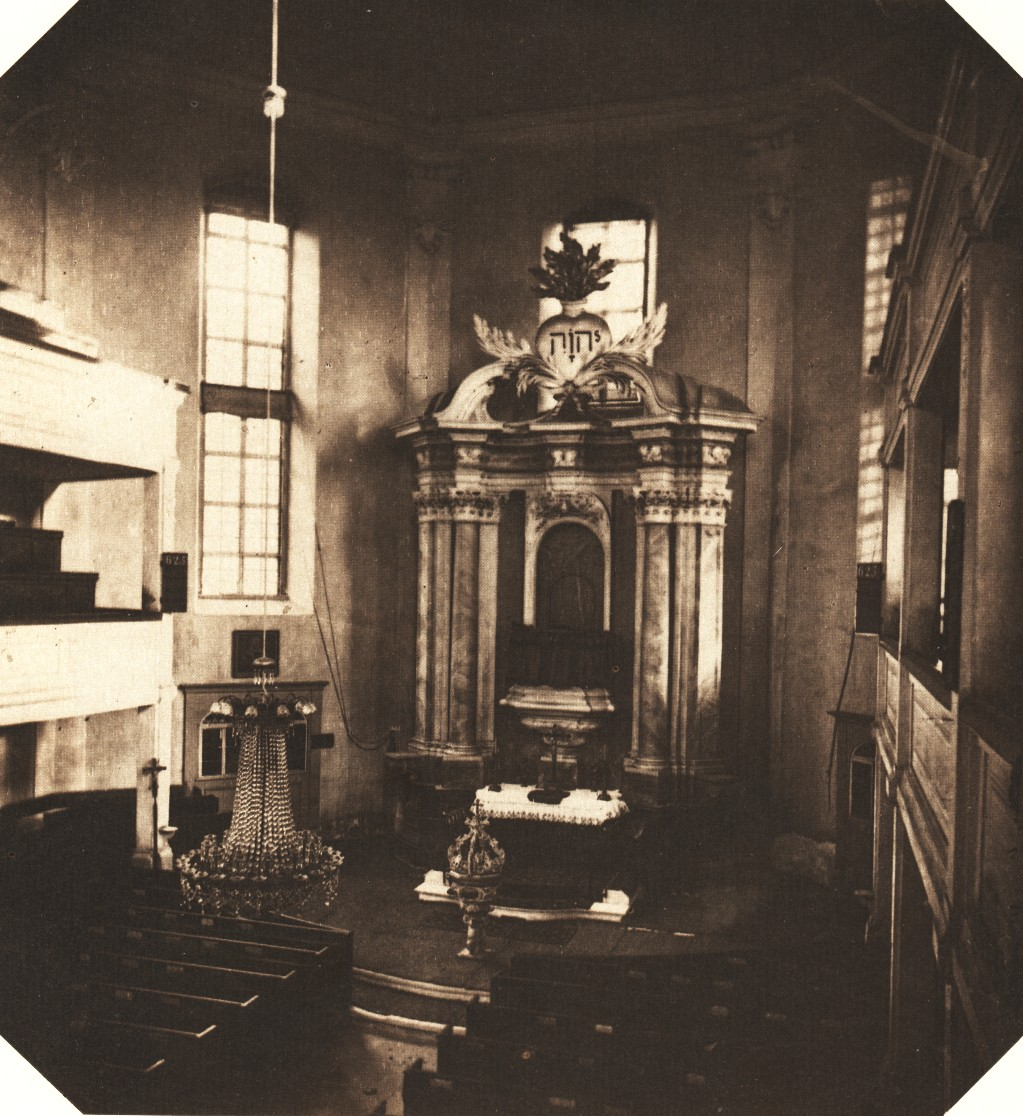
August Kotzsch – Inneres der Loschwitzer Kirche um 1875

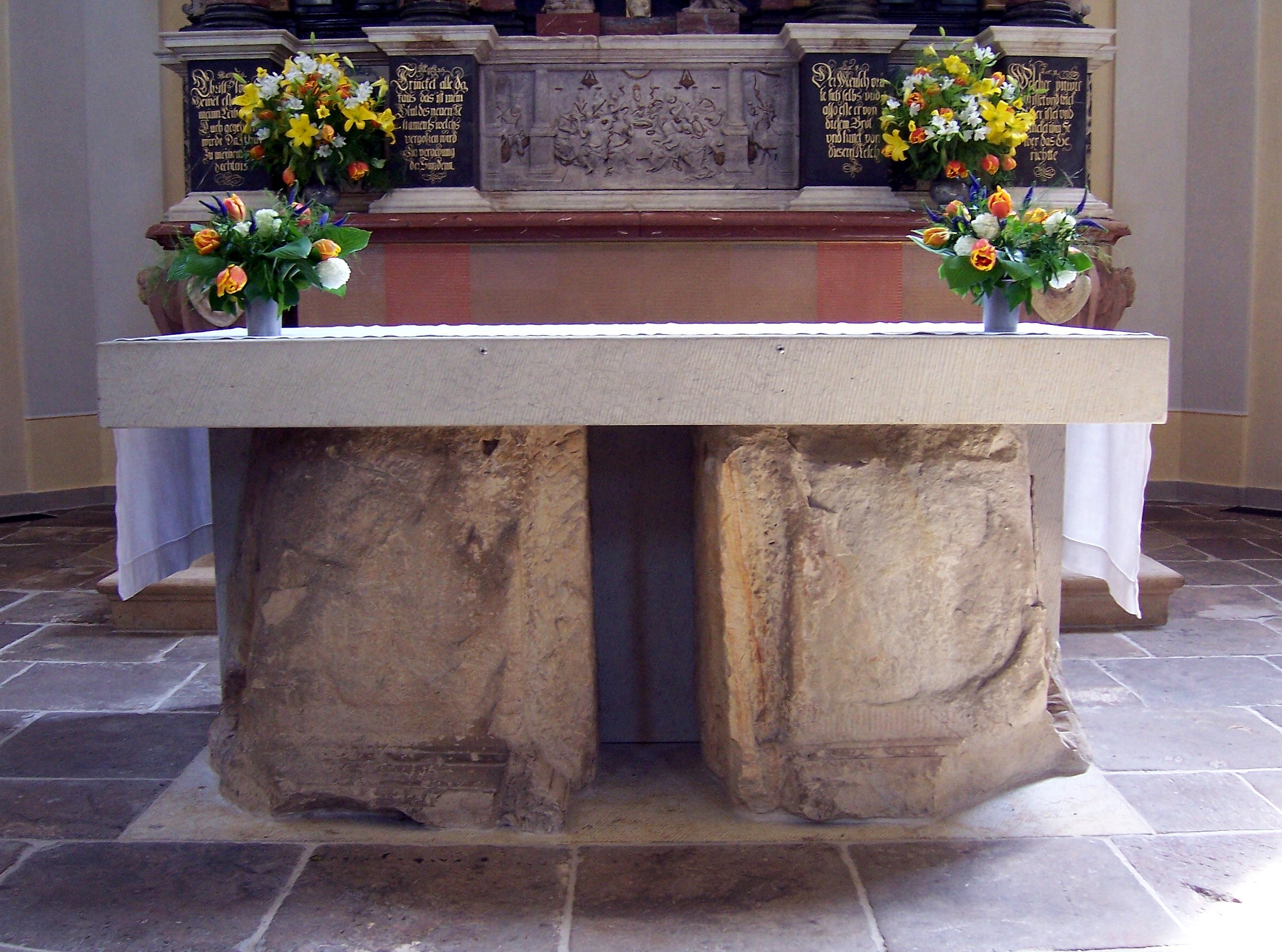
Mensa der Loschwitzer Kirche mit Teilen des alten Kanzelaltars

Der Altar aus Sandstein, der erste Kanzelaltar in der Dresdner Umgebung, bildete das Herz der Kirche. Er war eine Schenkung des Ratsherrn Küffner an die Kirche. Die Kanzel wurde von mehreren Pilastern und einer korinthischen Säule zu jeder Seite umrahmt, die in einen Fries mit kleinen Engelsköpfen mündeten. Pilaster und Säulen waren aus Stuckmarmor gefertigt, während der Kanzelkorb, an dem sich ein Relief mit der Abbildung des Schweißtuchs der Veronika befand, aus Holz bestand. Zwischen Kanzel und Fries war die Figur einer die Schwingen öffnenden Taube angebracht. Auf dem Giebel oberhalb des Frieses befand sich ein flammendes Herz, das mit dem Tetragramm  יְהֹוָה  („Jehowáh“) beschriftet war und von Palmwedeln flankiert wurde. Zahlreiche Teile der Inneneinrichtung, wie der Taufstein, das Kruzifix und das Taufbecken, aber auch der Priesterrock und die Altarleuchter, wurden von Privatpersonen gespendet.
Während der Renovierung Ende des 19. Jahrhunderts blieb der Altar weitgehend in seinem Originalzustand. Teile des Altars wurden vergoldet und der Altartisch nun von zwei Marmorsäulen getragen. Der Altarraum wurde mit Marmorplatten ausgelegt. Der bei der Renovierung genutzte Marmor stammte aus den Saalburger Marmorwerken. Auf dem flammenden Herz wurde das Tetragramm durch das Christusmonogramm getauscht und auf zwei seit 1708 ungenutzte Postamente am Altar die lebensgroßen Statuen des Johannes und Paulus von Tarsus gesetzt, die Robert Ockelmann geschaffen hatte.
Durch den Brand der Kirche 1945 wurde auch der Altar schwer beschädigt und verwitterte in den folgenden Jahren, sodass er wegen Einsturzgefahr 1969 teilweise abgetragen wurde. Eine Rekonstruktion war aufgrund des starken Verfalls nicht möglich. Während des Wiederaufbaus der Kirche wurde der verbliebene Altarunterbau entfernt. Teile fanden als Stipes für einen provisorischen Altartisch Verwendung, den der Bildhauer Ole Göttsche 1994 schuf. Er steht noch heute vor dem Altar und hat seine Funktion als Mensa behalten.
→ Hauptartikel: Nosseni-Altar
Am 1. April 1993 stellte die Loschwitzer Kirchgemeinde beim Landeskirchenamt den Antrag, den Nosseni-Altar der 1945 zerstörten und 1963 abgetragenen Dresdner Sophienkirche in die Loschwitzer Kirche zu übernehmen. Der 1606/07 entworfene Altar aus Alabaster, Marmor und Sandstein lagerte zu dieser Zeit in rund 350 Einzelteilen an verschiedenen Orten Dresdens. Da die räumlichen Voraussetzungen für eine Aufstellung des Altars gegeben waren, begann 1998 die Rekonstruktion und Restaurierung des Altars. Am 6. Oktober 2002 wurde der elf Meter hohe Nosseni-Altar in der Loschwitzer Kirche feierlich geweiht.

#### Kirchenschmuck

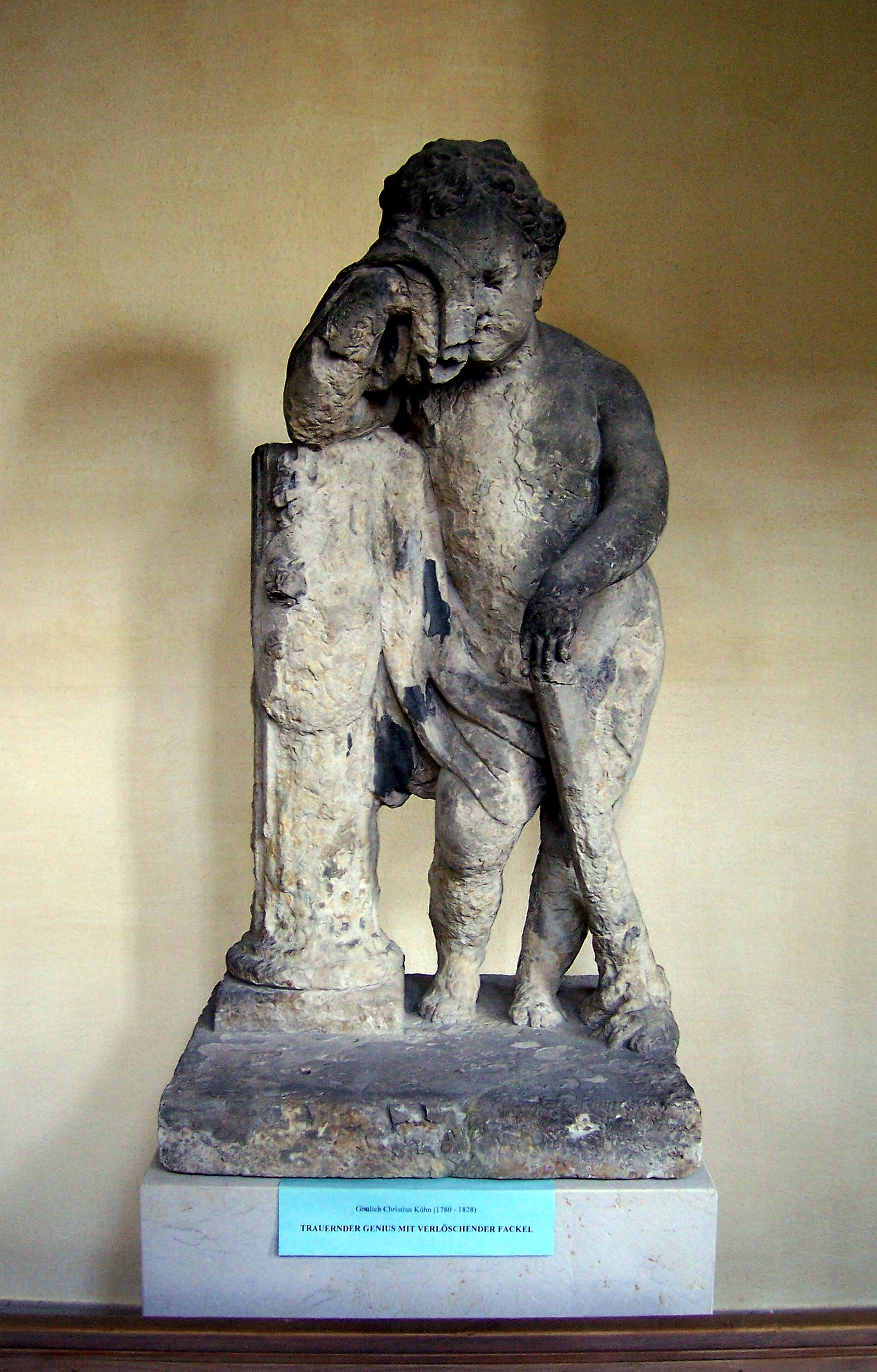
Christian Gottlieb Kühns Grabfigur Trauernder Genius mit verlöschender Fackel in der Loschwitzer Kirche

Der Kircheninnenraum ist schlicht gehalten und vom Altar abgesehen nahezu schmucklos. Bereits Cornelius Gurlitt erwähnte in seiner Inventarisierung der Kunst- und Baudenkmäler Sachsens 1904 zwei Sandsteintafeln, die sich noch heute hinter dem Altar befinden und in lateinischer Sprache auf die Geschehnisse rund um den Kirchenbau eingehen. An der südlichen Kirchenwand weist heute eine weitere Sandsteintafel auf die Gründung einer Stiftung im Jahr 2004 hin. Schon während der Erneuerung der Kirche 1898/99 verschwand das Deckengemälde von Johann Schieritz, das auch im Zuge des Neubaus der Kirche nicht ersetzt wurde.
Im Jahr 1904 befanden sich im Kirchenraum mehrere Gemälde, so ein „Bildniss Melanchthons“ (73 cm × 145 cm), das ein von Gurlitt auf das 17. Jahrhundert datierte Werk „nach Lukas Cranach“ war. Ein zweites, jedoch stark übermaltes Gemälde stellte den Pastor Johann Arnold dar und maß 60 cm × 85 cm. Ein Brustbild Martin Luthers, das die Gemeinde 1846 vom Weinbergsbesitzer Gottlob Reintanz erhalten hatte und das sich seitdem an der nördlichen Kirchenwand befand, erwähnt Gurlitt nicht, sodass es möglicherweise während der Renovierung entfernt wurde. Das „Gemälde des Gekreuzigten“ (105 cm × 142 cm), das Cornelius Gurlitt auf die zweite Hälfte des 18. Jahrhunderts datierte und als Kopie des Anthonis van Dyck einschätzte, befand sich in der Sakristei und überstand die Bombardierung.
Der erste Taufstein bestand aus Lindenholz und zeigte Engel, die einen Korb mit der Taufschüssel tragen. Der Deckel war kronenartig gestaltet und mit Blumengirlanden geschmückt. Auf der Spitze befand sich ein Kreuz. Der erste Taufstein wurde 1945 zerstört, während andere Kirchengeräte im Tresorraum der Kirche untergebracht waren und erhalten blieben, so ein Bronzeleuchterpaar aus dem Jahr 1709. Der Dresdner Künstler Peter Makolies schuf in den 1990er Jahren neben einem Lesepult auch den neuen Taufstein der Loschwitzer Kirche. Auf einem schlichten Sockel befindet sich die einfach gehaltene Schale, deren Deckel eine kleine Figur ziert, die Johannes den Täufer darstellt. Die Paramente für Mensa und Ambo in den Farben Violett, Grün, Rot und Weiß entsprechend den einzelnen Abschnitten im Kirchenjahr wurden in den 1980er Jahren für den Saal des Kirchgemeindehauses vom Maler Jürgen Seidel und dessen Ehefrau, der Textilgestalterin Gertraude Seidel, geschaffen. 
Eine der Figurennischen an der Nordseite der Kirche ist heute von einer hölzernen Figur des gekreuzigten Jesus belegt. In einer weiteren Nische ist die Grabfigur Trauernder Genius mit verlöschender Fackel von Christian Gottlieb Kühn aufgestellt. Ursprünglich befand sie sich auf dem St.-Pauli-Friedhof, wurde später auf den Loschwitzer Kirchfriedhof überführt und schließlich aus Witterungsgründen in der Kirche untergebracht.

## Orgel

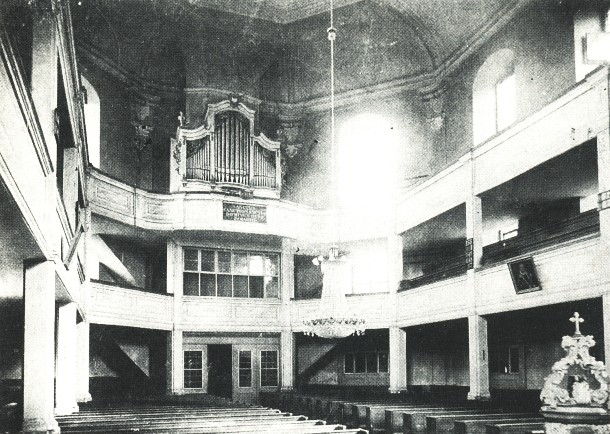
Das einzig erhaltene Foto der Leibner-Orgel um 1885; Foto von August Kotzsch

Eine Orgel konnte sich die Loschwitzer Gemeinde in den Anfangsjahren nicht leisten, „zur Begleitung des Gesanges [wurde] nur ein Positiv benutzt“, das aus der Dreikönigskirche überbracht worden war. Als die Kirche „Zu unserer Lieben Frauen“ abgerissen wurde und ab 1726 der Neubau der barocken Frauenkirche begann, war die von Tobias Weller 1619 gebaute Orgel der alten Frauenkirche vakant geworden. Aus der alten Frauenkirchenorgel und einer zweiten baufälligen aus der Kirche des Dorfes Plauen entstanden bis 1753 zwei preiswerte Orgeln, von denen die Gemeinde Loschwitz eine erstand. Die am 21. Oktober 1753 geweihte Loschwitzer Orgel wurde von Johann Christoph Leibner geschaffen und enthielt elf Stimmen der alten Frauenkirchenorgel. Von Beginn an waren Reparaturen am Orgelwerk vonnöten.

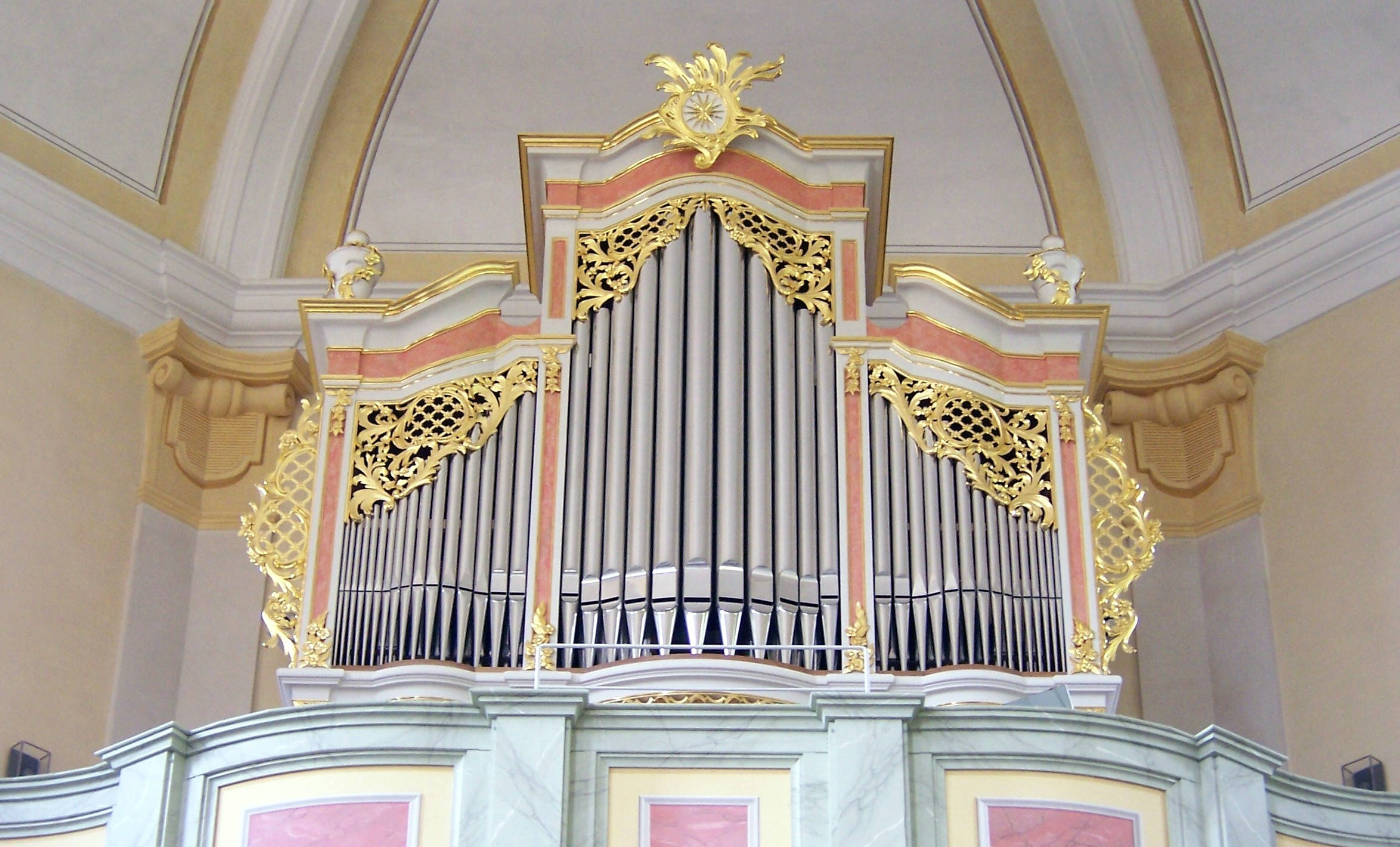
Wegscheider-Orgel, deren äußere Gestaltung der Leibner-Orgel nachempfunden ist

Neben den alten Werkteilen sorgte auch der Holzwurmbefall des Instruments für zahlreiche Reparaturen. Während der Renovierung der Kirche 1898/99 wurde daher der Kauf einer neuen Orgel beschlossen, die die Gebrüder Jehmlich schufen. „Am 9. März Nachmittags präsentirte sich dieselbe [Orgel] zum ersten Mal mit ihrem herrlichen stilvollen Prospekte und ihren Stimmen voll Kraft und Lieblichkeit und all der im Orgelbau neuesten Mechanik der erfreuten Kirchengemeinde.“ Da die neue Orgel größer als das ursprüngliche Instrument war, wurde die Orgelempore um einen Meter in den Kirchenraum erweitert.
Im Ersten Weltkrieg wurden die Prospektpfeifen aus Zinn im Zuge der Reichsmetallspende eingeschmolzen. Als Ersatz erhielt die Orgel Prospektpfeifen aus Zink. Eine Erweiterung der Orgel fand 1927 statt, als ein drittes Manual für das Fernwerk hinzukam, dessen Pfeifenwerk auf dem Dachboden installiert wurde. Im folgenden Jahr wurde das Werk durch ein Celesta-Register erweitert; „die Loschwitzer Orgel soll um diese Zeit die einzige in Sachsen gewesen sein, die ein derartiges besaß.“
Die Orgel der Loschwitzer Kirche wurde 1945 zerstört. Nach der Weihe der wiederaufgebauten Kirche 1994 wurde zunächst ein Orgelpositiv (Op. 654) der Gebrüder Jehmlich aufgestellt, das die Gemeinde bereits 1951 erworben hatte. Am 5. Oktober 1997 erfolgte in der Loschwitzer Kirche die feierliche Weihe einer neuen Wegscheider-Orgel mit einem Manual (2. Manual mit Wechselschleifen), Pedal und 20 Registern.
Disposition der Wegscheider-Orgel:
| I Untere Klaviatur C–e3 |                    |            |
| 1                       | Principal          | 8′         |
| 2                       | Bordun             | 16′        |
| 3                       | Gedackt            | 8′         |
| 4                       | Viola di Gamba     | 8′         |
| 5                       | Flauto traverso    | 8′         |
| 6                       | Octave             | 4′         |
| 7                       | Rohrflöte          | 4′         |
| 8                       | Flauto amabile     | 4′         |
| 9                       | Nasat              | 3′         |
| 10                      | Octave             | 2′         |
| 11                      | Flöte              | 2′         |
| 12                      | Flageolet          | 1′         |
| 13                      | Tertia             | 1 3⁄5′     |
| 14                      | Mixtur III         | 1 ⁄3′      |
| 15                      | Cornett III (ab g) | [ Anm. 1 ] |
|                         |                    |            |

| II Obere Klaviatur |        |
| Bordun             | 16′    |
| Gedackt            | 8′     |
| Viola di Gamba     | 8′     |
| Flauto traverso    | 8′     |
| Rohrflöte          | 4′     |
| Flauto amabile     | 4′     |
| Nasat              | 3′     |
| Flöte              | 2′     |
| Tertia             | 1 3⁄5′ |
|                    |        |

| Pedal C–e1 |            |     |
| 16         | Subbass    | 16′ |
| 17         | Oktavbass  | 8′  |
| 18         | Violonbass | 8′  |
| 19         | Posaune    | 16′ |
| 20         | Octavbass  | 4′  |

Anmerkungen
1. 1 2 3 4 5 6 7 8 9 10  Zinn.
2. 1 2  C–H Holz, ab c Blei.
3. 1 2 3 4  Holz.
4. 1 2  Blei/Zinn.
5. ↑  Blei.
6. ↑  Bleikehlen, Holzbecher.

Später wurde die Wegscheider-Orgel noch durch einen Zimbelstern ergänzt.

## Glocken
Die Loschwitzer Kirche hatte zu Beginn drei Glocken, wovon die größte sieben Zentner wog und eine zweite fünf Zentner. Sie wurden zwei Tage vor der Kirchenweihe am 1. August 1708 geweiht. Das Geläut der Loschwitzer Kirche wurde bereits 1710 mit einer Schlaguhr verbunden, die jedoch aus Kostengründen erst 1862 ein Zifferblatt auf der Westseite des Kirchturms und 1878 ein zweites Zifferblatt in Richtung Wachwitz erhielt.
Nachdem sich bei der großen und der mittleren Kirchenglocke Risse gezeigt hatten, wurden für die Loschwitzer Kirche drei neue Glocken vom Königlich-Sächsischen Stückgießer Johann Gotthelf Große aus Dresden gegossen, die 1861 feierlich geweiht wurden:
| Name            | Grundton | Jahr | Gewicht in Zentner | Inschrift | Schmuck                                                                               | Sonderfunktion         |
| --------------- | -------- | ---- | ------------------ | --- | ------------------------------------------------------------------------------------- | ---------------------- |
| Große Glocke    | As       | 1861 | 10                 | „Versammelt mir meine Heiligen, die den Bund mehr achten, denn Opfer.“ (Psalm 50, 5); „Lobet den Herrn in seinem Heiligthume“                                                                            | Auge Gottes, umgeben von in Wolken schwebenden Engeln; Kelch mit überstehender Hostie | Stundenschlag          |
| Mittlere Glocke | C        | 1861 | 05                 | „Friede sei mit euch.“ (Joh. 20, 19); „Kommt her zu mir, Alle, die ihr mühselig und beladen seid; ich will euch erquicken.“ (Matth. 11, 28)                                                              | Christusbild; Kreuz mit übergelegter Palme                                            | Beicht- und Trauglocke |
| Kleine Glocke   | Es       | 1857 | 03                 | „Erbauet Euch auf Euren allerheiligsten Glauben durch den heiligen Geist. Denn wie viel Euer getauft sind, die haben Christum angezogen.“ (Jud. 20); „Siehe, ich sehe den Himmel offen.“ (Apostel 7, 55) | von Strahlen umgebene Taube; Anker, dessen Stamm mit Efeu umrankt ist                 | Taufglocke             |

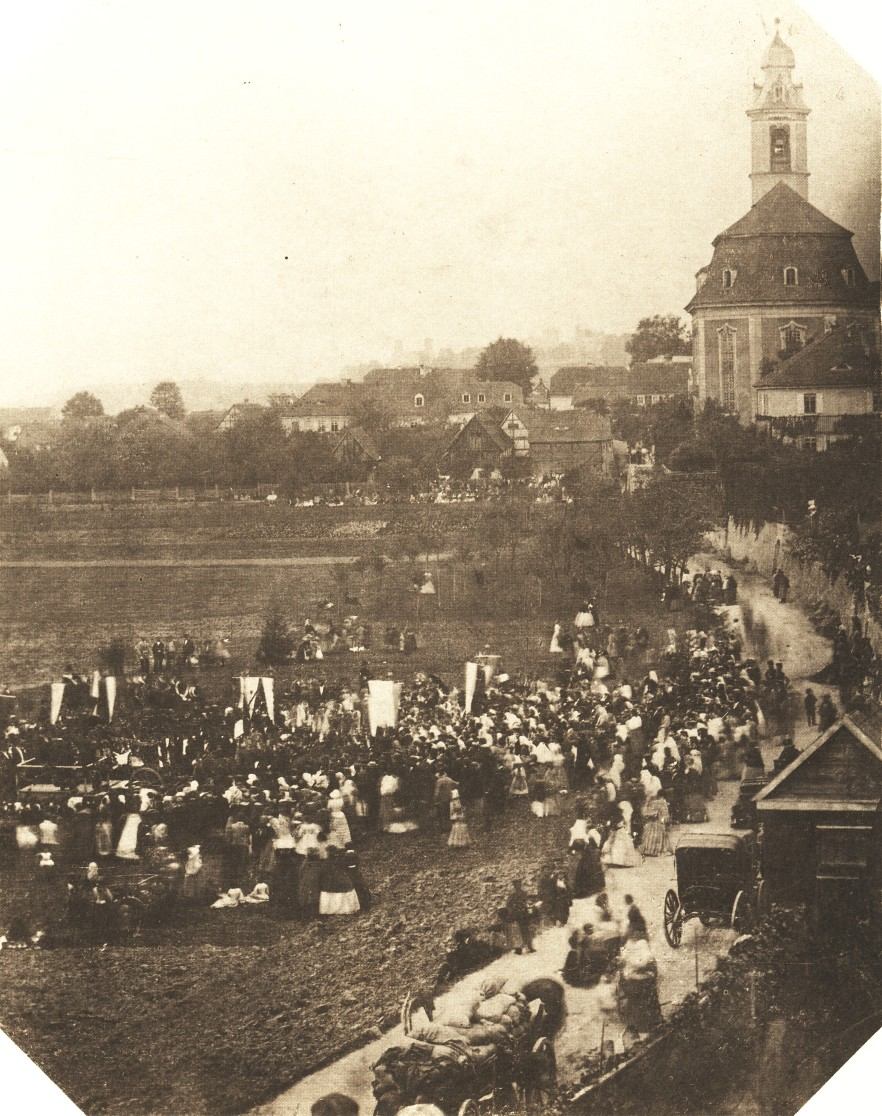
August Kotzsch – Glockenweihe 1861

Bei der Renovierung der Kirche 1898/99 ersetzte man alle drei Glocken durch neue. Für Kriegszwecke wurden zwei dieser Glocken eingeschmolzen und 1923 durch zwei neue Glocken ersetzt. Während des Zweiten Weltkriegs mussten erneut die beiden größten Glocken zum Einschmelzen abgegeben werden. Die Luftangriffe auf Dresden 1945 hatten schließlich die Kirche „so gründlich zerstört, dass selbst von der Taufglocke, der einzigen, die nicht wiederum für den Krieg eingeschmolzen worden war, nichts gefunden wurde. Erst später entdeckte man bei Aufräumungsarbeiten in der Ruine einen kleinen Bronzerest von ihr.“ Die „Junge Gemeinde“ errichtete in der Kirchruine 1969 einen provisorischen Glockenstuhl, der mit drei neuen Bronzeglocken der Gießerei Schilling aus Apolda versehen wurde. Die insgesamt fünfte Glockenweihe in der Geschichte der Loschwitzer Kirche erfolgte am 2. November 1969.
| Name            | Grundton | Jahr | Gewicht in kg | Inschrift                                                                                 | Durchmesser in Zentimeter | Sonderfunktion |
| --------------- | -------- | ---- | ------------- | ----------------------------------------------------------------------------------------- | ------------------------- | -------------- |
| Große Glocke    | e′       | 1969 | 1300          | „Jesus Christus gestern und heute und derselbe auch in Ewigkeit.“                         | 126                       | Sterbeglocke   |
| Mittlere Glocke | g′       | 1969 | 0720          | „Lobe den Herren meine Seele und vergiß nicht, was er dir Gutes getan hat.“               | 104                       | Trauglocke     |
| Kleine Glocke   | a′       | 1969 | 0500          | „Ich bin der Weg und die Wahrheit und das Leben, niemand kommt zum Vater denn durch mich“ | 091                       | Taufglocke     |

## Kirchhof
Vor dem Bau der Loschwitzer Kirche wurden die Toten des Dorfes Loschwitz seit 1571 auf dem Johanniskirchhof vor dem Pirnaischen Tor beerdigt. Mit dem Bau der Kirche legte man in spätmittelalterlicher Tradition auch zwei Grabfelder auf dem Kirchhof an, die der Gemeinde als Friedhof dienen sollten. In der nordwestlichen Ecke des Grundstücks befand sich ein Bahrenhaus.
Bis um 1800 war der Loschwitzer Kirchhof der einzige Friedhof des Dorfes. Die ersten Beerdigungen fanden bereits vor der Fertigstellung der Anlage 1710 statt. Die kleine Fläche konnte in den folgenden Jahren nicht erweitert werden: Östlich, südlich und nördlich der Kirche befanden sich Weinberge, westlich der Kirche lag 2,5 Meter unterhalb von ihr die heutige Pillnitzer Landstraße, „bis 1885 ein kaum vier Meter breiter, unbefestigter Fahrweg“. Kirche und Kirchhof konnten schon zur Zeit des Baus nur über eine doppelläufige Rampe erreicht werden, waren so jedoch optimal vor Hochwasser geschützt.
Im Jahr 1800 wurde zur Entlastung des Kirchhofs der Loschwitzer Friedhof angelegt, sodass bis 1907 nur noch vereinzelt Bestattungen, zumeist Erbbegräbnisse, auf dem Kirchhof vorgenommen wurden. Während die Loschwitzer Kirche 1945 zerstört wurde, waren am Kirchfriedhof nur kleinere Schäden zu verzeichnen. Die zumeist aus Sandstein bestehenden Grabmale verfielen jedoch in den folgenden Jahrzehnten oder wurden durch Vandalismus zerstört. Während des Wiederaufbaus der Loschwitzer Kirche wurden die Grabsteine zunächst vollständig entfernt. Im Jahr 1998 begann die Rekonstruktion und denkmalgerechte Restaurierung der Anlage, die 2003 abgeschlossen wurde. Der Loschwitzer Kirchfriedhof ist heute eine „der wenigen original erhaltenen neuangelegten Kirchhofsanlagen in der Dresdner Gegend […] Auf engstem Raum kann hier die Entwicklung der Grabdenkmal- und Grabanlagengestaltung vom Spätbarock bis zum Historismus betrachtet werden.“ Seit 1978 steht der Kirchhof unter Denkmalschutz.
An der nordwestlichen Ecke des Grundstücks befindet sich heute ein Lapidarium, wo neben verfallenen Grabplastiken und einer Erinnerungsplatte an gefallene Soldaten des Deutsch-Französischen Kriegs 1870/71 auch eine restaurierte Reproduktion der Grabplatte des Komponisten Johann Gottlieb Naumann zu sehen ist, der als Kind in der Loschwitzer Kirche seine erste musikalische Ausbildung erhielt. Naumanns Grab befindet sich auf dem Eliasfriedhof in Dresden.
Auf dem westlichen Feld des Kirchfriedhofs befinden sich unter anderem die Gräber des Autors Eduard Maria Oettinger und des ersten Loschwitzer Chronisten und Kantors der Loschwitzer Kirche Friedrich Wilhelm Pohle. Bedeutende Loschwitzer Persönlichkeiten auf dem westlichen Gräberfeld sind zum Beispiel Friedrich Wilhelm Seebe (1791–1867), Besitzer des Weinbergs Eckberg, Carl Gottfried Fischer (1783–1802), Besitzer des Gasthofes „Weißer Hirsch“, und zahlreiche Mitglieder der Fährmeisterfamilie Modes, die über mehr als 100 Jahre die Fährgerechtigkeit der Loschwitzer Fähre besaßen.

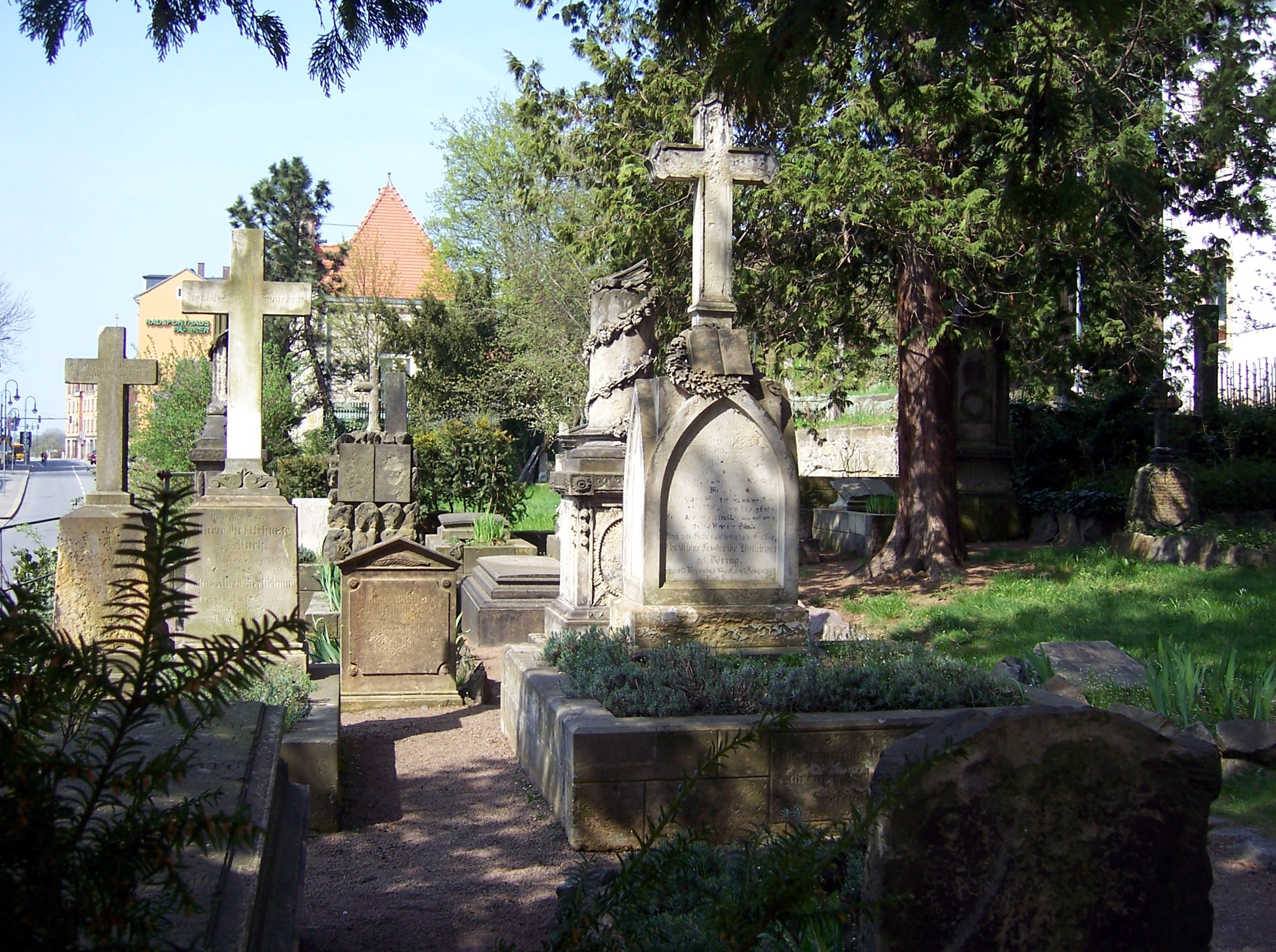
Westliches Gräberfeld
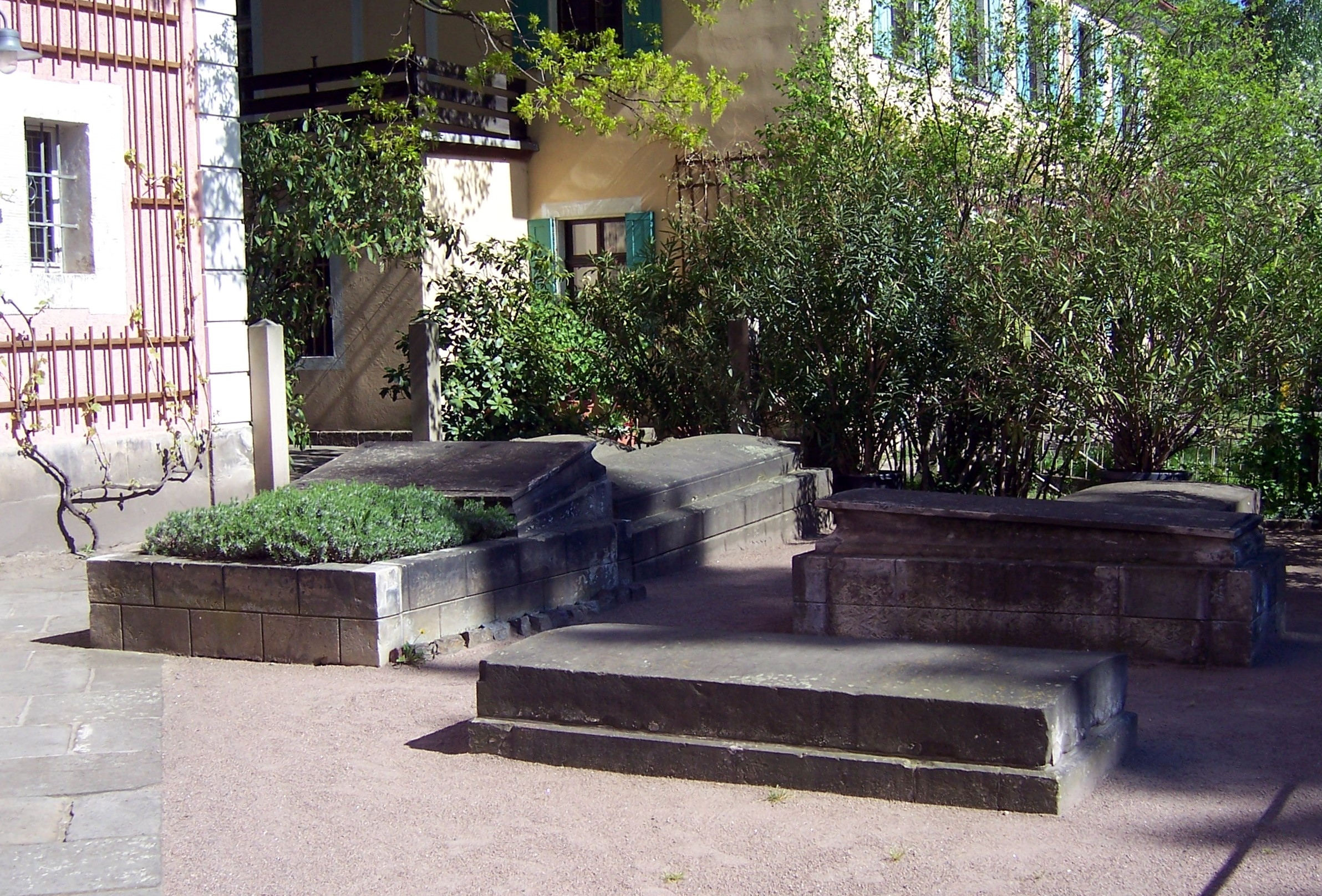
Südöstliches Gräberfeld
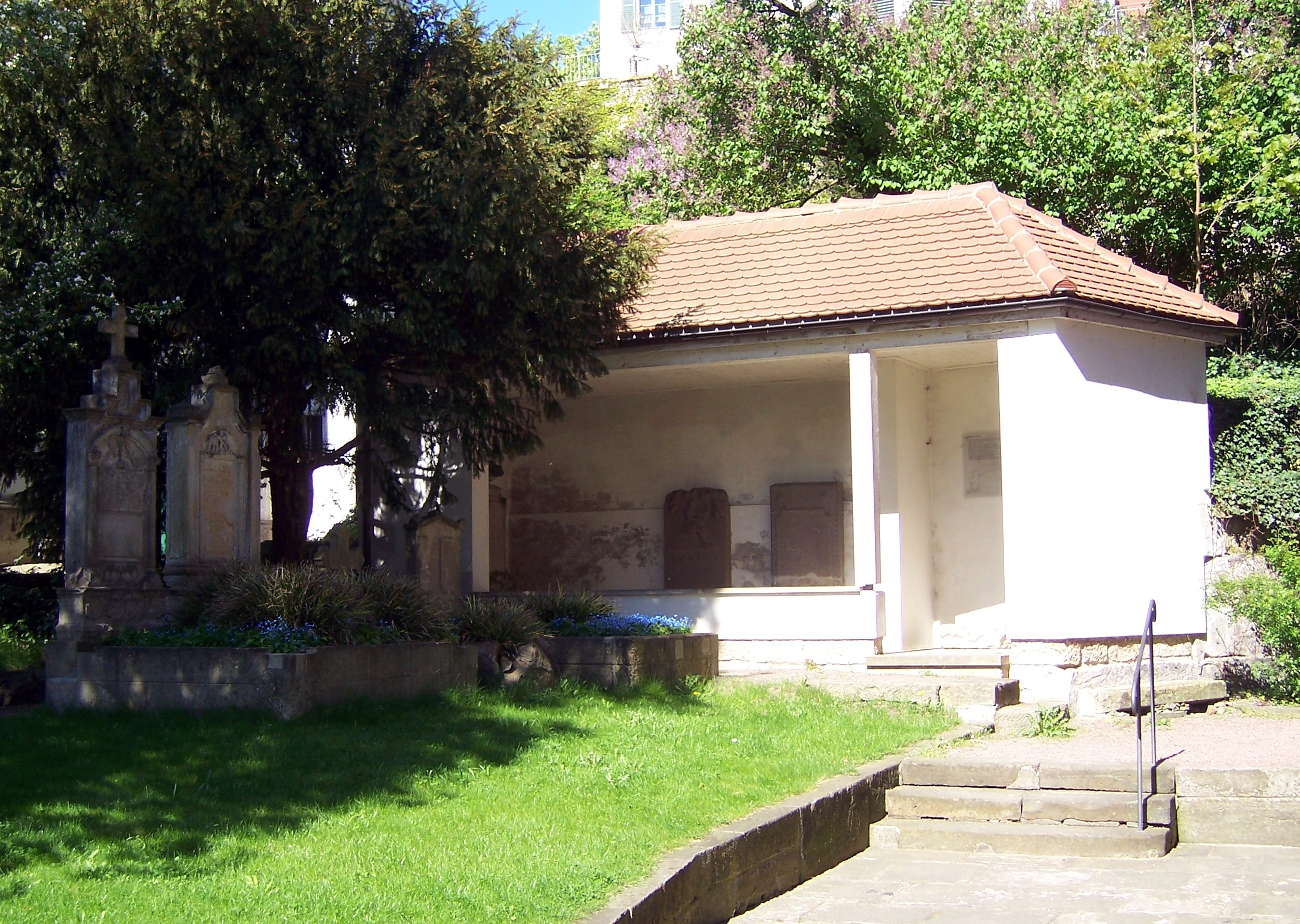
Lapidarium
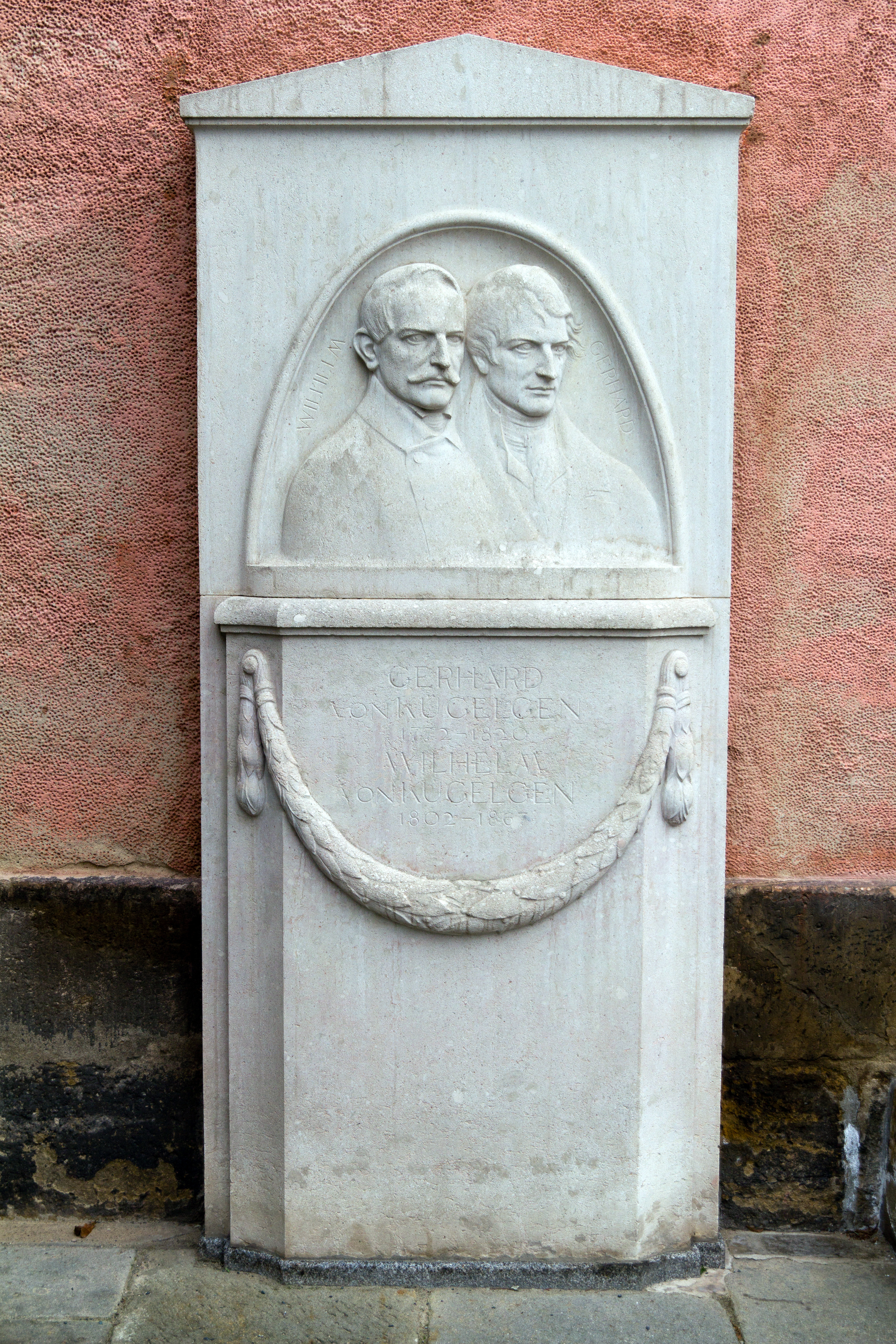
Gedenkstein für Gerhard und Wilhelm von Kügelgen

Auf dem südöstlich gelegenen, kleineren Gräberfeld sind heute noch fünf Grabsteine erhalten, darunter die Begräbnisstätte von Lord Jacob Graf von Findlater und seines Geliebten Johann Georg Christian Fischer. Das Grab einer Tochter des Dresdner Goldschmidts Johann Melchior Dinglinger, der ein Weinbergsgrundstück mit Sommerhaus in Loschwitz besaß, ist nicht erhalten.
Vor dem südlichen Kirchportal befindet sich seit 1920 ein Gedenkstein von Bildhauer Heinrich Wedemeyer (1867–1941) für den in Loschwitz ermordeten Maler Gerhard von Kügelgen und seinen Sohn Wilhelm von Kügelgen, der in seiner Autobiografie Jugenderinnerungen eines alten Mannes Loschwitz ein literarisches Denkmal setzte.
Die Loschwitzer Kirche als Begräbnisstätte
Die Loschwitzer Kirche diente im 18. Jahrhundert als Begräbnisstätte. Gräber befanden sich in extra dafür angelegten Grüften im Altar-, Seiten- und Mittelgangsbereich. Die genaue Anzahl an Grabstellen kann nicht rekonstruiert werden. Eine erste Aufzählung von fünf Grüften, die mit bronzenen Epitaphen gekennzeichnet waren, nahm der Loschwitzer Chronist und Kantor Friedrich Wilhelm Pohle 1883 vor. Hinter drei Kreuzen und Sternen auf einer Bodenplatte im Mittelgang vermutete Pohle „Begräbnisstätten von Pfarrerskindern in Loschwitz“. Erst eine Untersuchung der Grabstellen während des Wiederaufbaus der Loschwitzer Kirche Anfang der 1990er-Jahre ergab, dass auch diese Stelle die Gruft einer heute unbekannten Person kennzeichnete. Die Grüfte wurden unter anderem während der Renovierung der Kirche 1898/99 gestört und zum Teil geräumt. Nach Ende der Renovierung brachte man die einfachen bronzenen Inschriftstafeln an den Wänden an. Während der Inventarisierung der Kunst- und Baudenkmäler Sachsens beschrieb Cornelius Gurlitt 1904 detailliert die fünf Bronzeplatten der bekannten Gräber, die im Zweiten Weltkrieg der Reichsmetallspende zum Opfer fielen. Nur von einer Gruft im Mittelgang, die weder Pohle noch Gurlitt beschrieben, ist das Epitaph erhalten und befindet sich heute im Pfarrarchiv.

## Nutzung
Die Loschwitzer Kirche wurde als Dorfkirche für die 1704 neugegründete Loschwitzer Gemeinde erbaut. Nach der Zerstörung der Kirche 1945 fand der Gottesdienst im Kirchgemeindehaus auf der Grundstraße 36 statt. Seit der Kirchweihe am 2. Oktober 1994 ist die Loschwitzer Kirche wieder das Zentrum der Gemeinde. Neben sonntäglichen Gottesdiensten finden im Gebäude auch Trauungen statt. Seit der Weihe der Wegscheider-Orgel am 5. Oktober 1997 hat sich die Kirche zu einem beliebten Konzertort in Dresden entwickelt. Die Wegscheider-Orgel „beeindruckt durch einen fantastischen Raumklang“ und wurde bereits für CD-Einspielungen genutzt. Auch Konzerte in der Loschwitzer Kirche sind auf CD erschienen.